# Verband Deutscher Wirtschaftsingenieure
Der Verband Deutscher Wirtschaftsingenieure (VWI) ist der Bundesverband der Studenten und Absolventen von Studiengängen des Wirtschaftsingenieurwesens deutscher Universitäten und Fachhochschulen in der Rechtsform eines eingetragenen Vereins mit Sitz in Berlin. Der Verband wurde 1932 in Berlin gegründet, erster Vorsitzender war Waldemar Koch. 1990 wurde er Gründungsmitglied in der europäischen Dachorganisation European Students of Industrial Engineering and Management (ESTIEM). Präsidentin des VWI ist Frauke Weichhardt.

## Ziele
Der Verband setzt sich für die Förderung des Wirtschaftsingenieurwesens und für Wirtschaftsingenieure und andere Berufsgruppen mit ähnlicher interdisziplinärer Ausrichtung ein. Die Aktivitäten richten sich an Studenten und Berufstätige. Studenten erfahren Unterstützung in fachlichen Belangen und mit Blick auf die Studienordnung. Der Austausch mit der Praxis soll gefördert werden. An vielen Hochschulen bestehen dazu Alumni-Gruppen. Die Weiterbildung berufstätiger Wirtschaftsingenieure erfolgt insbesondere durch den fachübergreifenden Erfahrungsaustausch und einen Transfer neuer Erkenntnisse.
Ein weiteres wichtiges Ziel des VWI ist die Pflege internationaler Beziehungen sowohl zu akademischen und studentischen Mitgliedern von Ausbildungsstätten als auch zu Mitarbeitern von Unternehmen und anderen Institutionen, die gleiche oder ähnliche Ziele verfolgen.
Bei der Gestaltung und Einführung von Studiengängen erfolgt eine Beratung von Fachbereichen, der VWI beteiligt sich an der Evaluation von Studiengängen des Wirtschaftsingenieurwesens, veröffentlicht Forschungsarbeiten und vergibt Studienbeihilfen.
Außerdem verbreitet der VWI neueste Erkenntnisse der Ingenieur-, Wirtschafts- und Sozialwissenschaften. Dazu werden eigene Publikationen herausgegeben, wissenschaftliche Vorträge, Seminare und Tagungen veranstaltet, Zusammenkünfte zur Aus- und Weiterbildung abgehalten und der Erfahrungsaustausch mit Unternehmen und Organisationen gleicher oder ähnlicher Zielsetzung im In- und Ausland forciert.

## Hochschulgruppen
Der VWI unterstützt zahlreiche Hochschulgruppen an Universitäten und anderen Hochschulen, vornehmlich in Deutschland. An 44 Standorten befinden sich an Universitäten, Fachhochschulen sowie Dualen Hochschulen selbstständige studentische Unterorganisationen. Angeboten werden unter anderem Firmenexkursionen, Recruiting-Messen, Berufsstarter-Seminare, Sport- und Freizeitveranstaltungen.
Darüber hinaus befinden sich ständig weitere Hochschulgruppen des VWI in Gründung. Dabei werden sie durch ein Gründungsteam vom VWI e.V. unterstützt.

## Regionalgruppen
Es gibt daneben über 20 Regionalgruppen, welche das Ziel verfolgen studentische und berufstätige Mitglieder zu vernetzen.

## Fallstudienwettbewerb KREATI®
Der bundesweite KREATI® Fallstudienwettbewerb hat das Ziel, Studierenden des Wirtschaftsingenieurwesens und ähnlicher Studienfächer die Möglichkeit zu geben ihr theoretisches Wissen auf die Problematiken unternehmerischer Praxis anzuwenden.

## Deutscher Wirtschaftsingenieurtag
Der Deutsche Wirtschaftsingenieurtag (DeWIT) ist Nachfolger des VWI-Kongresses und wird seit 1995 regelmäßig durch den Verband ausgerichtet.

## Berufsbild des Wirtschaftsingenieurs
Der VWI bringt in regelmäßigen Abständen eine Studie heraus, um das Berufsbild des Wirtschaftsingenieurs genauer zu untersuchen. Die aktuelle und 14. Auflage der Studie: Wirtschaftsingenieurwesen in Ausbildung und Praxis ist im Jahr 2015 erschienen.

## Publikationen
- Helmut Baumgarten, Wolf-Christian Hildebrand, Christian von Hirschhausen, Burkhard Schmager (Hrsg.): Wirtschaftsingenieurwesen in Ausbildung und Praxis. 14. Auflage. Universitätsverlag der TU Berlin, Berlin 2015, ISBN 978-3-7983-2763-4.